# Уговор о франшизингу
Уговор о франшизингу је настао у САД као резултат пословне праксе и убрзо након тога почео да се шири како националним, тако и међународним тржиштем. Упркос чињеници да је настао давно, још увек није регулисан законом и по правилу се у пракси појављује као типски, формуларни уговор (типичан пример наметања моћи економски јаче стране). Jедну од можда најјаснијих дефиниција овог уговора дао је амерички стручњак Харолд Браун и то као: "Усмени или писмени споразум за одређено или неодређено време, којим једно лице уступа другом лиценцу да употребљава фирму, услужни знак, или друго обележје, у оквиру кога постоји заједнички интерес у пласирању робе или услуга на велико и мало, у закуп или други начин под том лиценцом".

## Карактеристике
Реч је о релативно једноставном пословном систему у коме успешна компанија уз накнаду преноси свој систем успеха на другу компанију. Реч је о трајнијем пословном повезивању два привредна субјекта (трговци и произвођачи) који задржавају своју правну самосталност. Овај посао је веома чест у угоститељству, хотелијерству и другим услугама.
Уговор о франшизингу је уговор којим једна уговорна страна која се назива давалац фаншизинга, преузима обавезу да другој уговорној страни примаоцу франшизинга, пренесе своје знање и искуство обављања одређене делатности, а прималац франшизинга се обавезује да обезбеди тражени квалитет у пословању и на тржишту се појављује под одређеним називом и спољним изгледом и за то плати одређену наканду. Типичан пример успрешног франшизинг система који има огранке широм света је Кока-кола.
Реч је дакле о својеврсном “изнајмљивању” угледа (уз накнаду) даваоца франшизе, јер омогуаћва кориснику да се појављује под његовим пословним именом, али обавезујући га уједно да тржишту понуди истоветан квалитет који подразумева тај пословни систем. Прималац профитира, јер му се пружа прилика да преузме супериорну организацију пословања (управљање, маркетинг, књиговодство, финансијски инжињеринг итд.) и тако заузме бољу позицију на тржишту.
Овај комплексан уговор који у себи садржи бројне елементе уговора о продаји, уговора о кредиту, уговора о лиценци и других уговора јавља се у пракси у више облика: робни, услужни и производни, међународни и национални, обични и мастер франшизинг и други.

## Обавеза даваоца франшизе
Као основни креатор садржине уговора о франшизингу давалац франшизе се по правилу труди да његове одговорности, за разлику од одговорности које намеће примаоцу франшизе, буду блаже. Основна обавеза даваоца франжизинга је да примаоцу пружи потребну помоћ која треба да обезбеди потпуно преузимање и одговарајући квалитет уговорених активности. Може бити уговорена обавеза даваоца франшизинга да примаоцу испоручује одређену робу или пружи неку услугу везану за обављање делатности из франшизинг посла.

## Обавеза примаоца франшизе
Давалац франшизе има доминантан положај у овом уговору и он се по правгилу труди да примаоца франшизе што је могуће више и чвршће обавеже. Ппосебно су строге одредбе по питању одавања пословне тајне, накнаде, последица кашњења и др. Основна обележја примаоца франшизе је да у свему (квалитет и изглед роба и услуга, пропаганда, вођење финансија...) поштује уговорене одредбе које су резултат бројних захтева даваоца франшизе. Његова обавеза је да омогући даваоцу франшизе остварење контролне функције (контрола квалитета, финансијских трансакција и сл.). Обавеза плаћања накнаде за коришћење франшизе је противвредност за њено коришћење. Накнада се обично састоји из дела који се плаћа унапред (приступна-иницијална накнада) и варијабилног дела које се одређује у проценту и чија величина зависи од прихода који на тржишту оствари прималац франшизе.